# Czteropak (Poznań)
Czteropak (pawilony i hale: 7, 7a, 8 i 8a) – zespół pawilonów i hal targowych (22 tys. m²), zlokalizowany w zachodniej części MTP w Poznaniu, w pobliżu wjazdu od ul. Śniadeckich.
Na zespół składają się cztery pawilony i hale: 7, 7a, 8 i 8a. Powstały one w latach 1958-1977 w stylistyce modernistycznej. Hala nr 8a nazywana była potocznie Pawilonem Szwajcarskim, gdyż przez wiele lat gościła ekspozycję tego kraju. Całkowitą przebudowę przeszły pawilony w latach 2007-2008, kiedy to stworzono z nich jeden zespół (projektantem było Studio ADS), a powierzchnie poprzednio otwarte przykryto szklano-drewnianymi dachami. Zachowano przy tym istniejącą roślinność, tak że wewnętrzne aleje obsadzone są naturalnymi lipami (pasaże nazywane są Alejami Lipowymi). Powyższe wymaga używania specjalnej instalacji nawadniającej.
Podczas Konferencji COP 14 w 2008, Czteropak był główną areną spotkań i wyłączono go spod polskiej jurysdykcji, przekazując do dyspozycji ONZ. Gościem był tu wtedy m.in. Al Gore, laureat Pokojowej Nagrody Nobla za 2007. W 2009 pawilony gościły uczestników 32. Europejskiego Spotkania Młodych Taizé.
Do końca lipca 2013 całkowitej rozbiórce ulegnie pawilon 8a. Nowy budynek, zaprojektowany w tym samym miejscu przez firmę Wechta, będzie przystosowany do ekspozycji stoisk piętrowych i będzie posiadał łącznik do centrum kongresowego w pawilonie 15.